# Cygnus Air
Cygnus Air  (Gestair Cargo) est une compagnie aérienne espagnole basée à Madrid. 
Son unique activité est le transport de fret.

## Flotte
La flotte de Cygnus Air se compose ainsi  en février 2023 :
- 1 Boeing 757-256PCF immatriculé EC-FTR
- 1 Boeing 757-236PCF immatriculé EC-KLD
- 2 Boeing 757-223PCF immatriculés EC-NFN et EC-NHF
- 1 Boeing 757-223F immatriculé EC-NYM